# 이신 (전한)
이신(耏申, ? ~ ?)은 전한 중기의 제후로, 개국공신 이척의 손자이다.

## 행적
경제 후원년(기원전 143년), 아버지 이소의 뒤를 이어 장후(張侯)에 봉해졌다.
원삭 6년(기원전 123년), 경제의 딸 남궁공주와 혼인하여 불경죄로 작위가 박탈되었다.

## 출전
- 사마천, 《사기》 권18 고조공신후자연표
- 반고, 《한서》 권16 고혜고후문공신표

| 선대 아버지 이소 | 전한의 장후 기원전 143년 3월 ~ 기원전 123년 | 후대 (봉국 폐지) |